# Vlastibor Konečný
Vlastibor Konečný (nascido em 2 de janeiro de 1957) é um ex-ciclista olímpico tchecoslovaco. Representou sua nação nos Jogos Olímpicos de Verão de 1980, onde conquistou uma medalha de bronze na prova de corrida individual em estrada e terminou em 17º na prova de contrarrelógio.